# Katrynka (osada leśna)
Katrynka – osada leśna w Polsce położona w województwie podlaskim, w powiecie białostockim, w gminie Wasilków.
W latach 1975–1998 miejscowość administracyjnie należała do województwa białostockiego.